# Zone (Parijs)

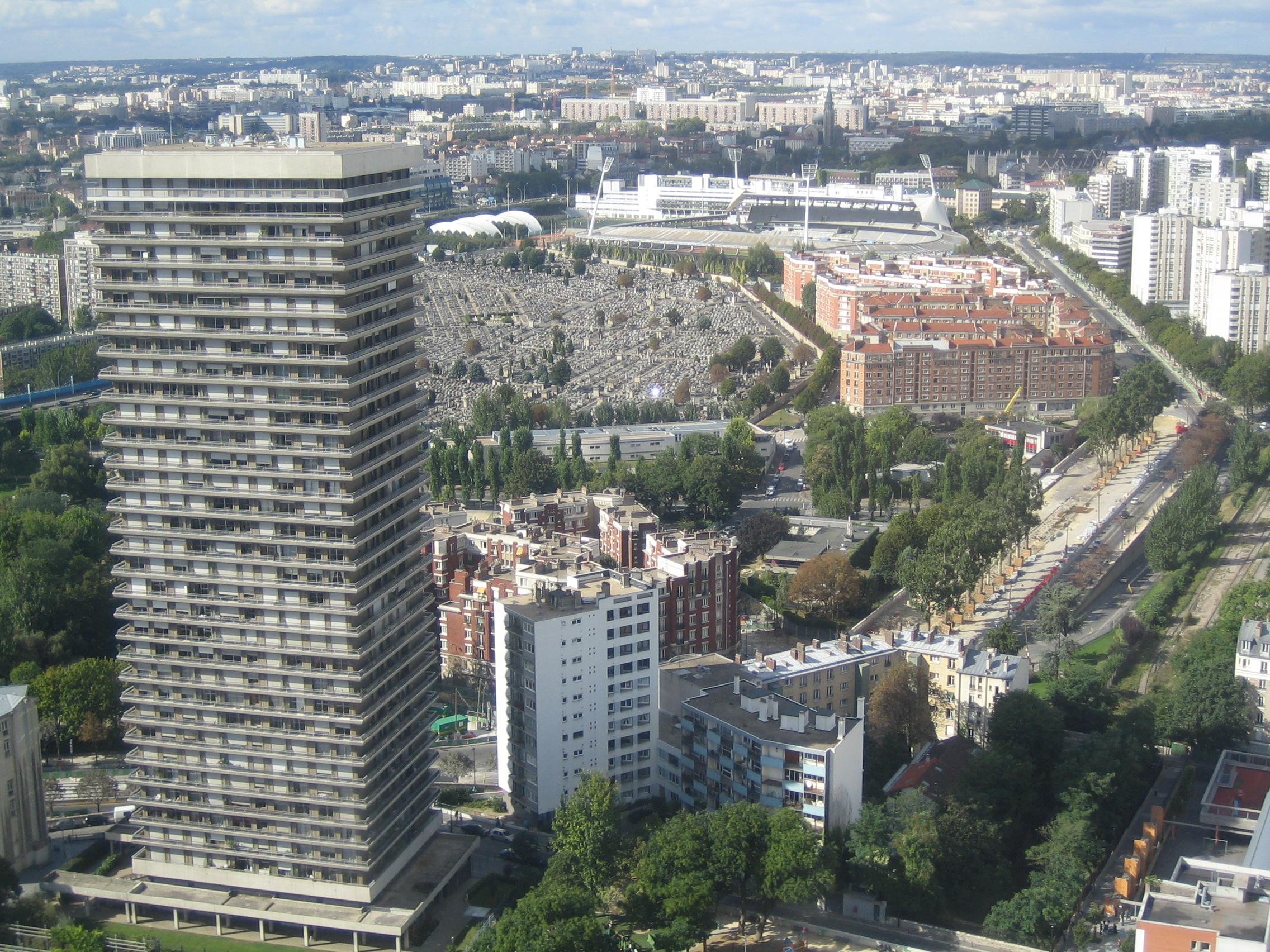
De Zone in het 13e arrondissement (achter het torengebouw): huurhuizen in rode baksteen, het parc Kellermann, de begraafplaats van Gentilly, het stadion Sébastien Charléty

De Zone (oorspronkelijk zone militaire fortifiée ofwel "militaire versterkte zone") is een gebied in Parijs dat zich uitstrekt van de zogenaamde boulevards des Maréchaux tot aan de gemeentegrens. Binnen dit gebied lag de stadswal van Thiers (genoemd naar Adolphe Thiers). Het omvatte tevens een gebied buiten de wallen, aangeduid als zone de servitude non-aedificandi. Dit hield in dat op de grond een militaire erfdienstbaarheid van niet-bebouwing rustte; hier was permanente bebouwing verboden in verband met het waarborgen van een vrij schootsveld voor het geschut op de wallen ten tijde van oorlog. Niet-permanente bebouwing (bijvoorbeeld van hout) werd wel toegestaan, omdat die bouwsels snel genoeg te ruimen waren. Overigens werd aan deze regelgeving steeds minder streng vastgehouden, omdat al in de Frans-Duitse Oorlog bleek dat de Parijse vestingwerken volstrekt ontoereikend en vrijwel nutteloos waren.
Na de opheffing van de vestingswerken in 1919 werden deze in de daaropvolgende jaren bijna geheel afgebroken. In de plaats kwamen goedkope huurwoningen, om de grote toestroom van minder vermogenden naar de stad het hoofd te bieden. Ook veel oorspronkelijke Parijzenaars, die opnieuw gehuisvest moesten worden wegens de sanering van een aantal verpauperde binnenstadswijken, vonden hier een nieuwe woning. De huizen werden veelal uitgevoerd in een opvallende, voor Parijs vrij ongewone, baksteenbouw. In de vroegere zone non-aedificandi ontstond echter een wildgroei aan krotwoningen. De bewoners werden zonards genoemd; zij golden als een marginale bevolkingsgroep.
Na de Tweede Wereldoorlog is dit gebied gesaneerd; deels werd het bebouwd, deels bestemd voor sportterreinen, parken en begraafplaatsen, en ook de Parijse rondweg, de boulevard Périphérique, werd door dit gebied aangelegd.
Een apart gedeelte van de Zone in het 14e arrondissement, in het uiterste zuiden van de stad, werd gereserveerd voor de bouw van het campuscomplex Cité Universitaire.